# Cliomantis obscura
Cliomantis obscura är en bönsyrseart som beskrevs av Hinton 1939. Cliomantis obscura ingår i släktet Cliomantis och familjen Amorphoscelidae. Inga underarter finns listade i Catalogue of Life.